# La señora del Intendente
La señora del Intendente s una pel·lícula argentina en blanc i negre, dirigida per Armando Bó segons el seu guió, estrenada l'1 de juny de 1967 i que va tenir com a protagonistes a Isabel Sarli, Pepe Arias, Víctor Bo, Pepita Muñoz i Héctor Calcaño. Va tenir com a títol alternatiu el de La señora del intendente de Ombú quemado. Va ser l'última pel·lícula de Pepe Arias, qui va morir mesos abans de l'estrena. Va tenir una seqüela "Una viuda descocada" (1980), que fou la darrera pel·lícula de Bó.

## Sinopsi
Una noia sensual es casa amb el metge d'un poble tranquil del qual després es converteix en intendent.
En les primeres escenes, el protagonista despenja el quadre del president Arturo Frondizi per a reemplaçar-lo pel de Ricardo Balbín, per a quedar bé amb una visita. Després, es pregunta pel retorn de "Juan" i canvia una altra vegada el quadre pel de algú que estava prohibit per decret.

## Repartiment
Van intervenir en el film els següents intèrprets:
- Isabel Sarli… Flor Tetis
- Pepe Arias… Dr. Amable Gambetta, intendent
- Pepita Muñoz… Doña Flora de Tetis
- Héctor Calcaño... Mezadra
- Oscar Valicelli… Policía
- Enrique Belluscio
- Semillita... Ramón
- Víctor Bó… Editor del periòdic Conciencia
- Inés Murray
- Adelco Lanza Antoin

## Producció
La pel·lícula de comèdia de 90 minuts va ser realitzada l'any 1967 per a Sociedad Independiente Filmadora Argentina pel director Armando Bó.
El guió va ser d'Armando Bó i la música d'Elijio Ayala Morín.
La pel·lícula fou rodada en la seva totalitat a San Pedro (província de Buenos Aires).

## Comentaris
La Nación:
| « | ”Pepe Arias llueix per última vegada la seva excel·lent mímica humorística… Encara que en un pla excessivament caricaturesc”. | » |

El Mundo va opinar:
| « | ”Disbauxa i humor groller”. | » |

Per la seva part, Manrupe i Portela escriuen:
| « | ”Conserva el tipus de La mujer del zapatero, però aquesta vegada s'entremet en el món de la corrupció, amb alguns moments rescatables”. | » |